# René Schützenberger
René Schützenberger (ur. 29 lipca 1860 w Miluzie, zm. 31 grudnia 1916 w Paryżu) – malarz francuski. 
Pochodził z rodziny alzackich piwowarów, jego ojciec Paul Schützenberger (1829–1897) był chemikiem. Jego kuzynem był malarz Louis-Frédéric Schützenberger (1825–1903).
Studiował w Académie Julian u Jean-Paul Laurensa.
Od roku 1891 uczestniczył w wystawach młodych artystów francuskich, od roku 1902 w Salonie Niezależnych i od roku 1907 w Salonie Towarzystwa Sztuk Pięknych. 
Otrzymał zaszczytne wyróżnienie na paryskiej Wystawie Światowej 1900.
Malował głównie akty, a także portrety, obrazy rodzajowe I krajobrazy. W jego malarstwie widoczne są wpływy malarstwa postimpresjonistów i nabistów. 

## Bibliografia

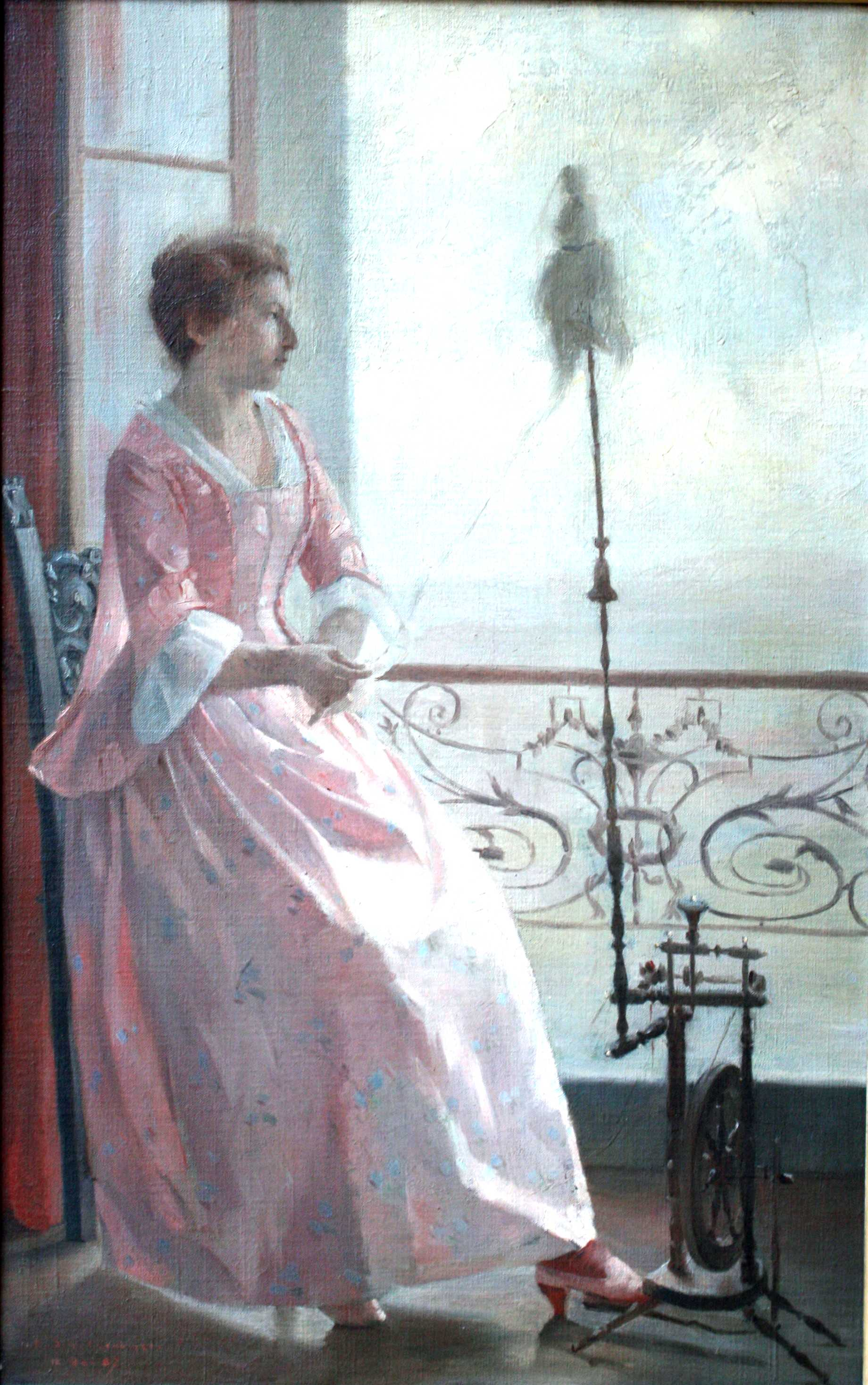
Przy oknie (1887)
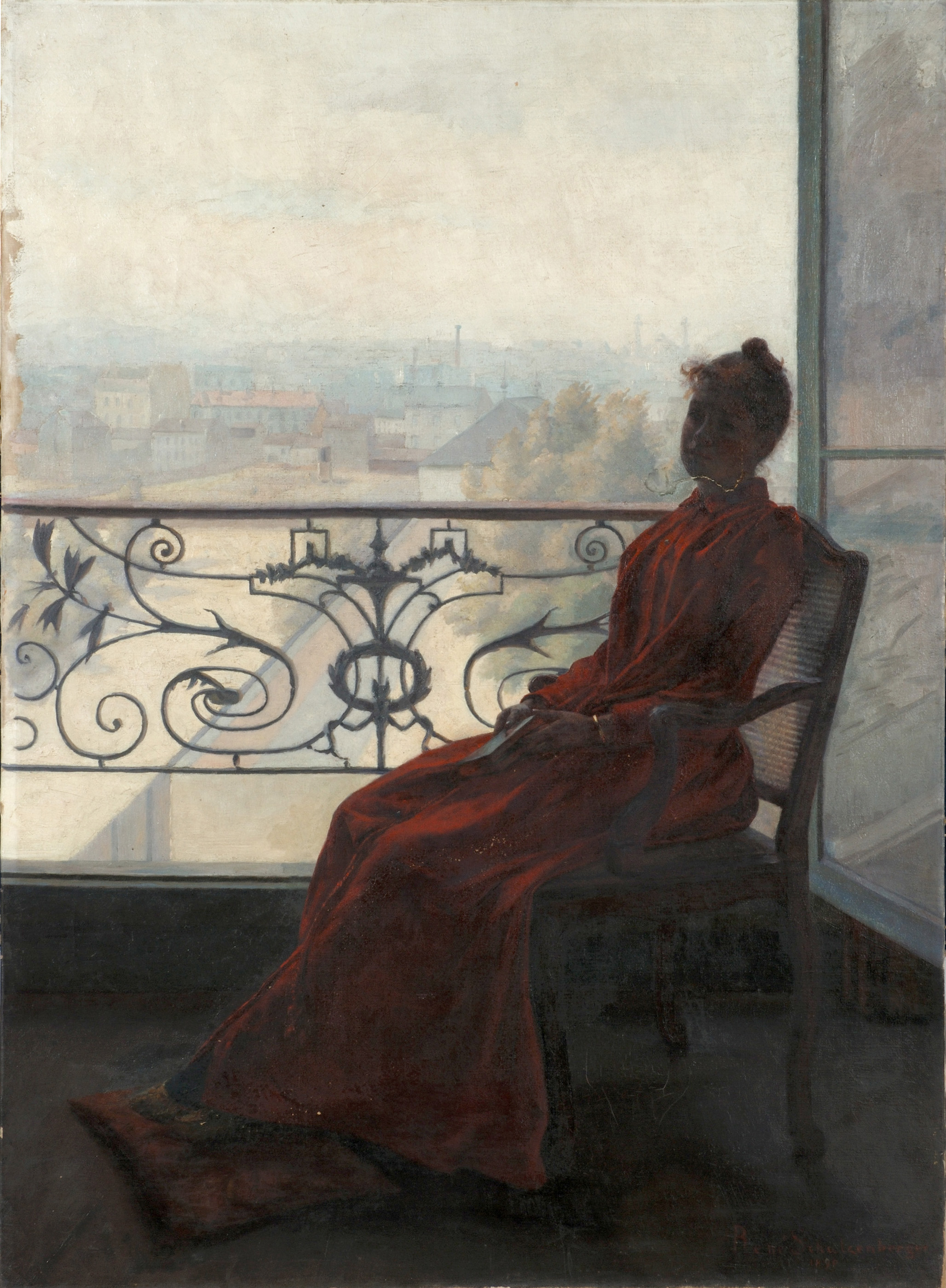
Czytająca przy oknie (1890)
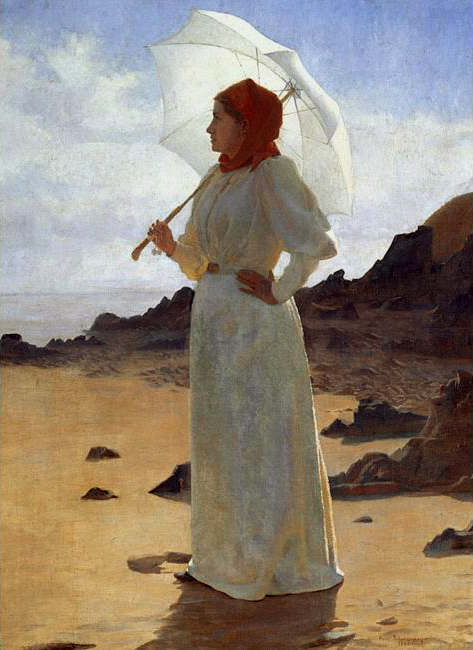
Kobieta w bieli (1895)
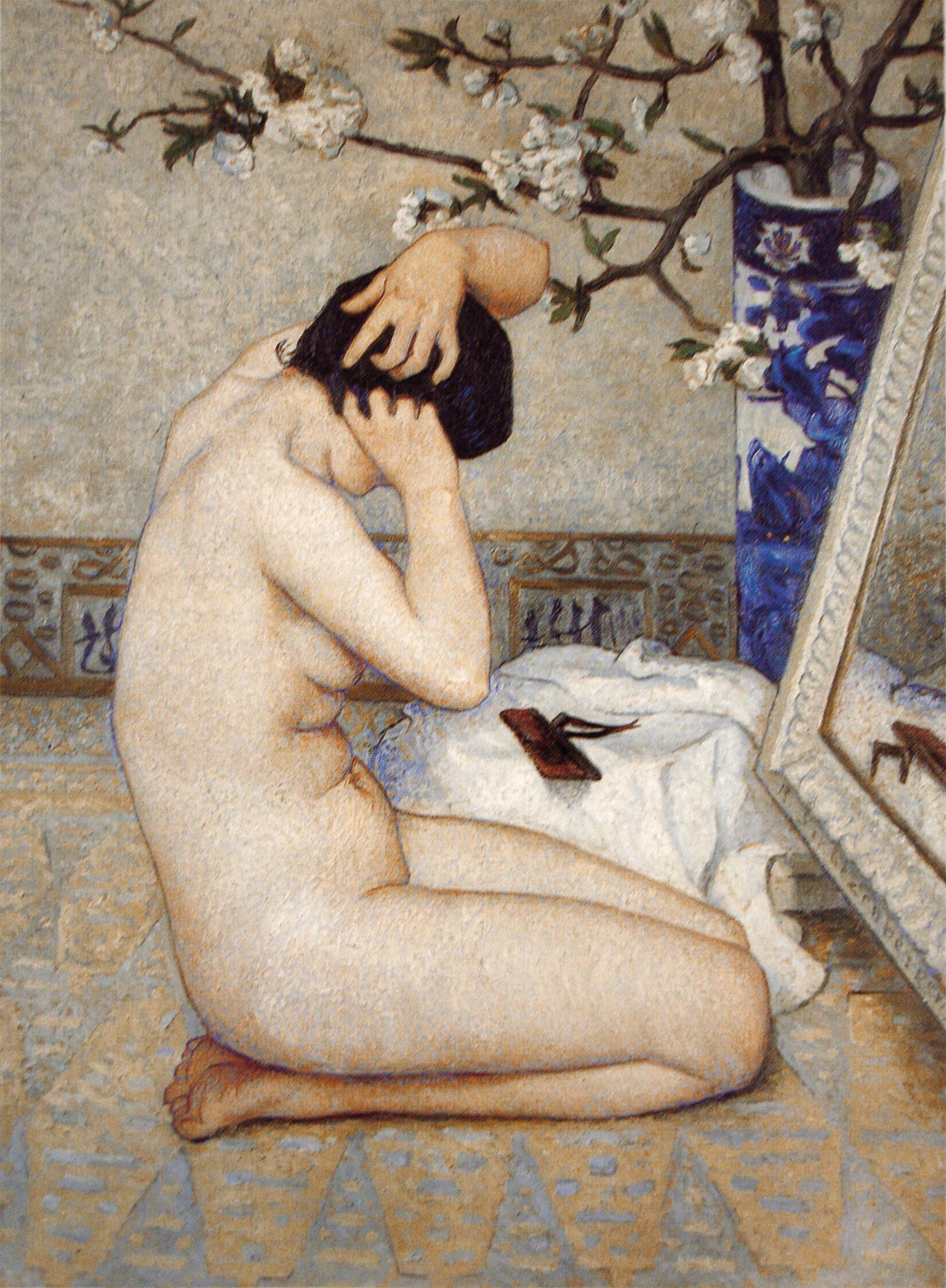
Czesząca się
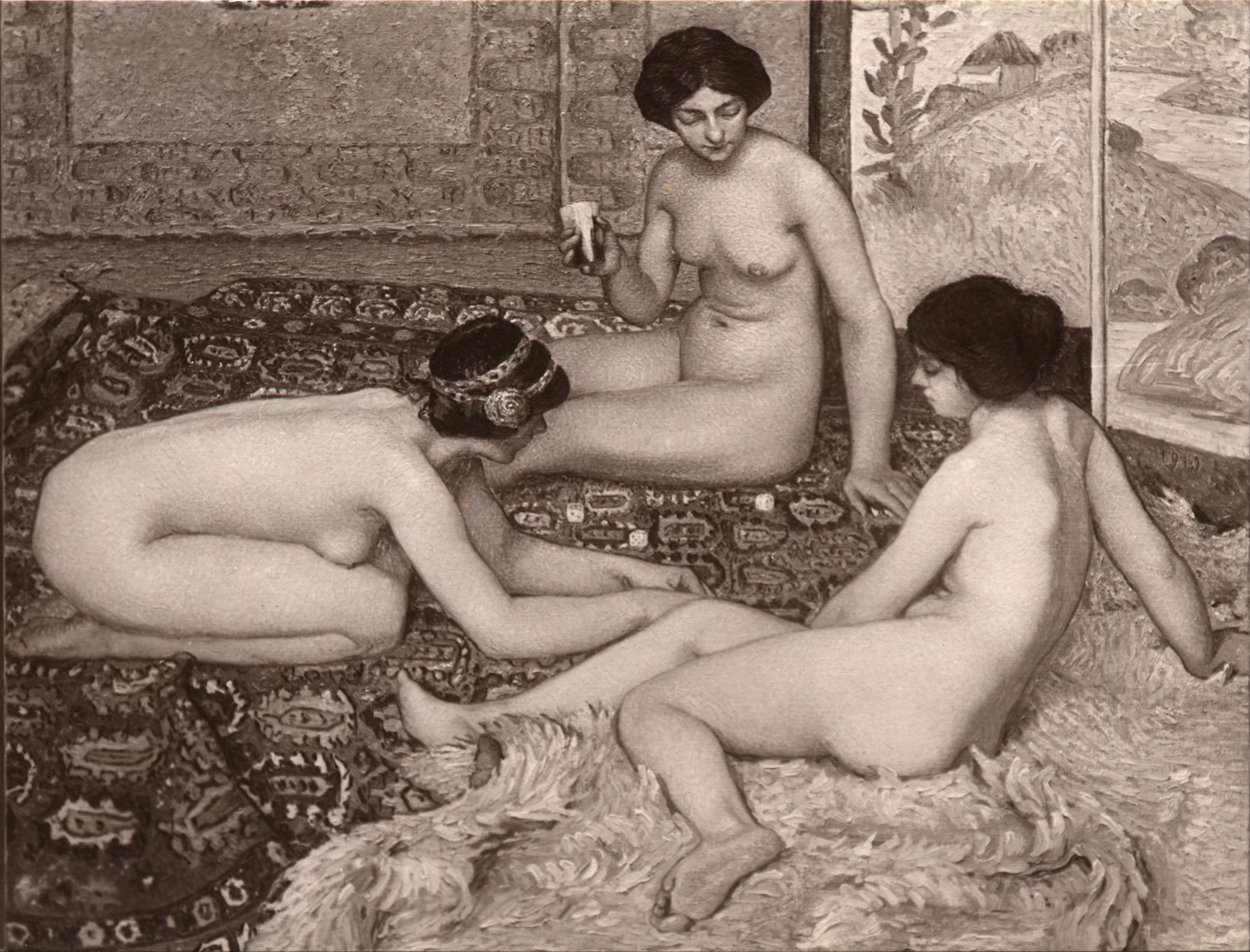
Gra w kości (1910)
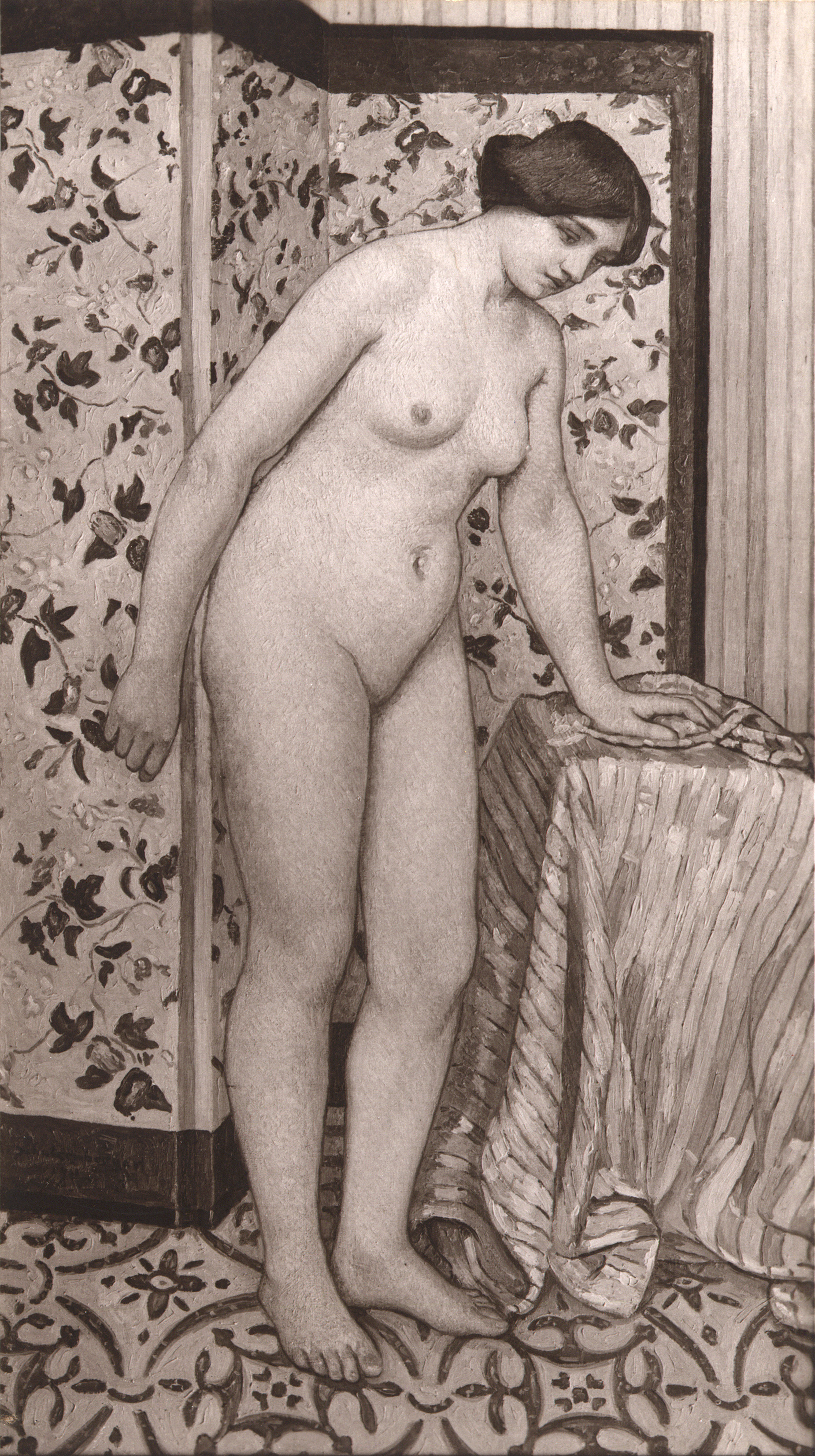
Kwiecisty parawan (1911)
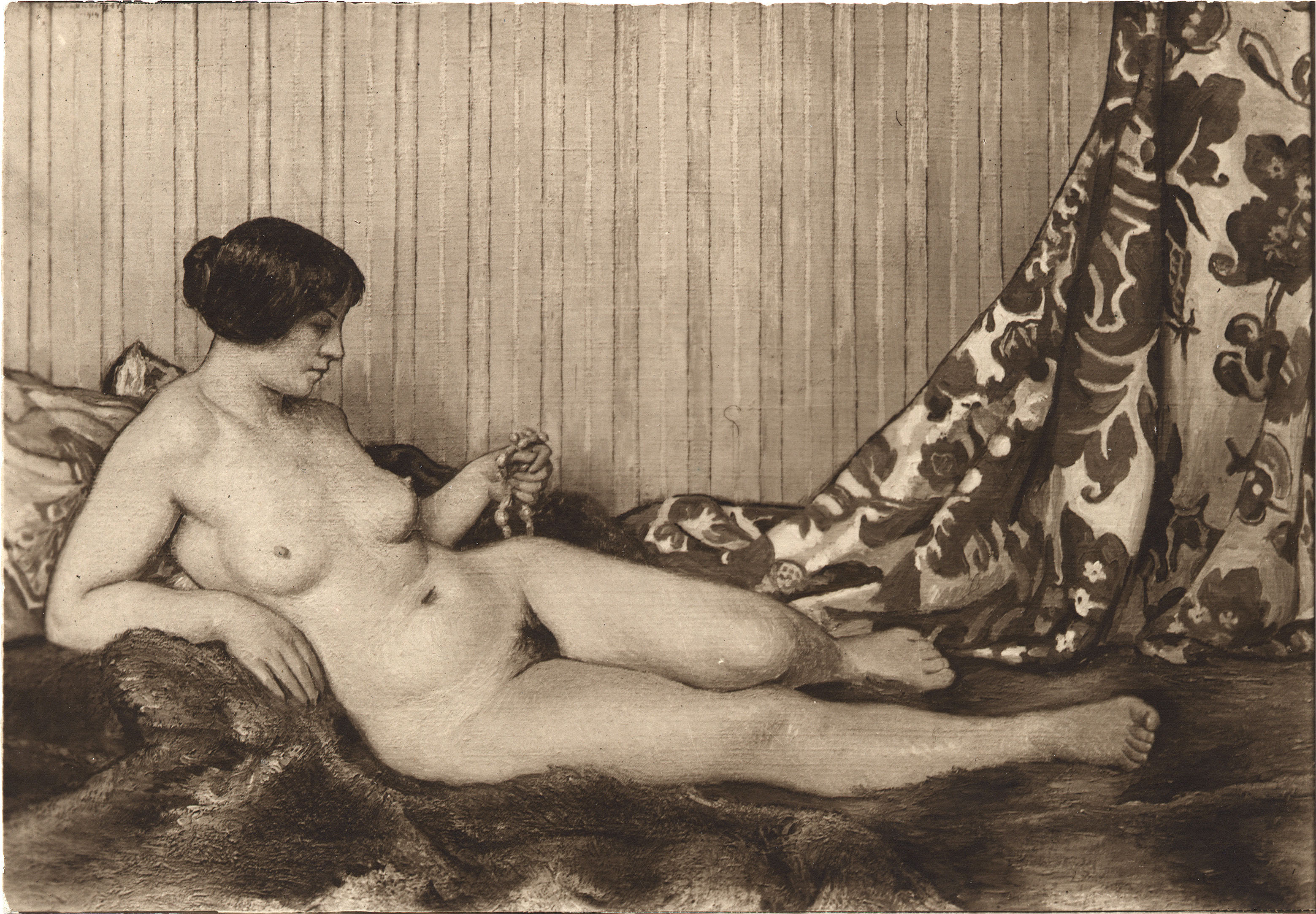
Bursztynowy naszyjnik (1914)
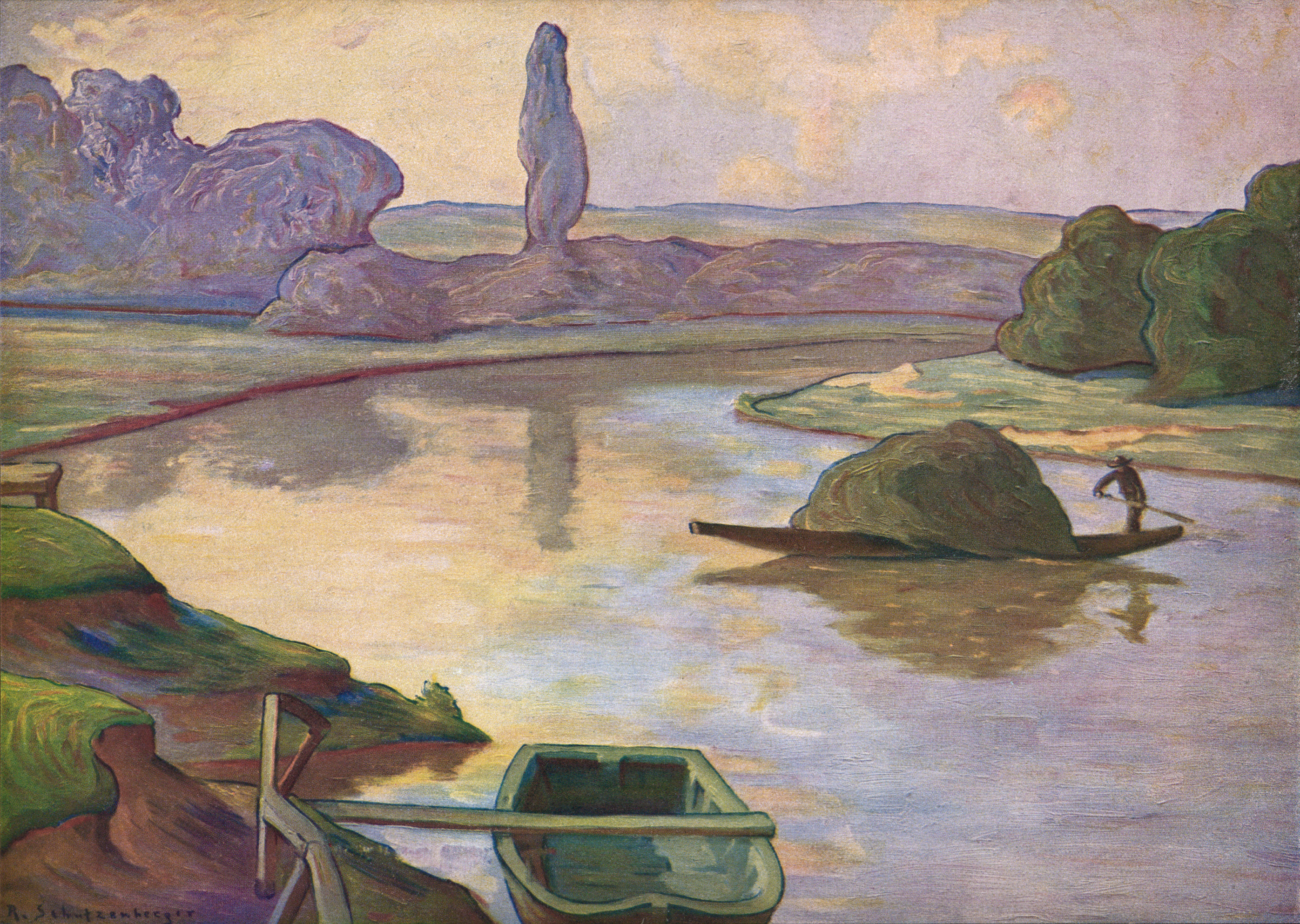
Wyspy na Renie koło Strasburga